# Bobki
Bobki – wieś w Polsce położona w województwie mazowieckim, w powiecie kozienickim, w gminie Garbatka-Letnisko.
W latach 1975–1998 miejscowość administracyjnie należała do województwa radomskiego.